# Angola na Mistrzostwach Świata w Lekkoatletyce 2013
Angola na Mistrzostwach Świata w Lekkoatletyce 2013 – reprezentacja Angoli podczas Mistrzostw Świata w Moskwie liczyła 1 zawodnika.

## Występy reprezentantów Angoli
| Konkurencja            | Zawodnik       | Runda 1  | Runda 1 | Półfinał | Półfinał | Finał    | Finał   |
| Konkurencja            | Zawodnik       | Rezultat | Pozycja | Rezultat | Pozycja  | Rezultat | Pozycja |
| ---------------------- | -------------- | -------- | ------- | -------- | -------- | -------- | ------- |
| Bieg na 800 m mężczyzn | Manuel Antonio | 1:57,40  | 46.     | NQ       | NQ       | NQ       | NQ      |